# ألين بول كوبرين
ألين بول كوبرين (بالإنجليزية: Alen Pol Kobryn)‏ (29 سبتمبر 1949)؛ شاعر وروائي أمريكي.

## روابط خارجية
- ألين بول كوبرين على موقع IMDb (الإنجليزية)